# Abbaye de Leimbach
L'abbaye de Leimbach est un monument historique situé à Leimbach, dans le département français du Haut-Rhin.

## Localisation
Ce bâtiment est situé à Leimbach.

## Historique
L'édifice fait l'objet d'un classement au titre des monuments historiques depuis 1924.